# 회맹
회맹(會盟)은 춘추전국시대에 제후 혹은 그 사신이 유력자를 중심으로 서로 만나서 맹약하는 것을 말한다. 회(會)라 함은 때와 장소를 미리 정하여 모이는 회합이며, 맹(盟)이라 함은 소의 왼쪽 귀를 잘라서 그 피로 조약서를 쓰고 회합한 제후가 피를 마시는 의식을 말한다. 이 회맹의 맹주를 패자(覇者)라고 한다. 회맹의 성격은 초기에는 패자가 주 왕실에 위임이 되어, 국제 친선·가족 도덕 등 중원 사회의 질서 유지에 목적이 있었지만, 차차 강자를 중심으로 하는 공수(攻守)동맹으로 변화해 갔다.